# Sziklás-hegységi szürke luc
A sziklás-hegységi szürke luc (Picea engelmannii) a fenyőalakúak (Pinales) rendjében a fenyőfélék (Pinaceae) családjába sorolt lucfenyő (Picea) nemzetség Casicta fajcsoportjának egyik faja. 

## Származása, elterjedése
Észak-Amerika nyugati részén, a pacifikus–észak-amerikai flóraterületen  honos Kanada délnyugati csücskétől dél–délkelet felé az Amerikai Egyesült Államok Új-Mexikó tagállamáig. Néhány kis, elszigetelt populációja él Mexikóban is — ezeket önálló alfajként tartják nyilván. Magyar nevének érdekes sajátossága, hogy elterjedése éppen területének keleti határán, a Sziklás-hegységben nem bizonyított. Emellett az engelmann-luc megnevezéssel is találkozhatunk.

## Megjelenése, felépítése
Hazájában 20–30 m magasra nő meg. 
Tűlevelei ezüstös zöldek.

## Életmódja, termőhelye
Tipikus magashegyi faj, amely eredeti élőhelyén a felső fahatárig (az alhavasi öv aljáig) megtalálható. Szinte bármilyen talajon megél; a párás, csapadékos helyeket kedveli. Lassan nő, teljesen télálló. A lucfenyő-gubacstetű (Adelges abietis) nagyon erősen fertőzi, különösen akkor, ha nem jut elég nedvességhez. Száraz helyeken növekedése is lelassul és a lombja se olyan szép, mint egyébként.

## Alfajok, változatok

### Alfajok
- P. e. subsp. engelmannii (törzsváltozat)
- P. e. subsp. mexicana

### Kertészeti változatok
Több szelektált formája ismert:

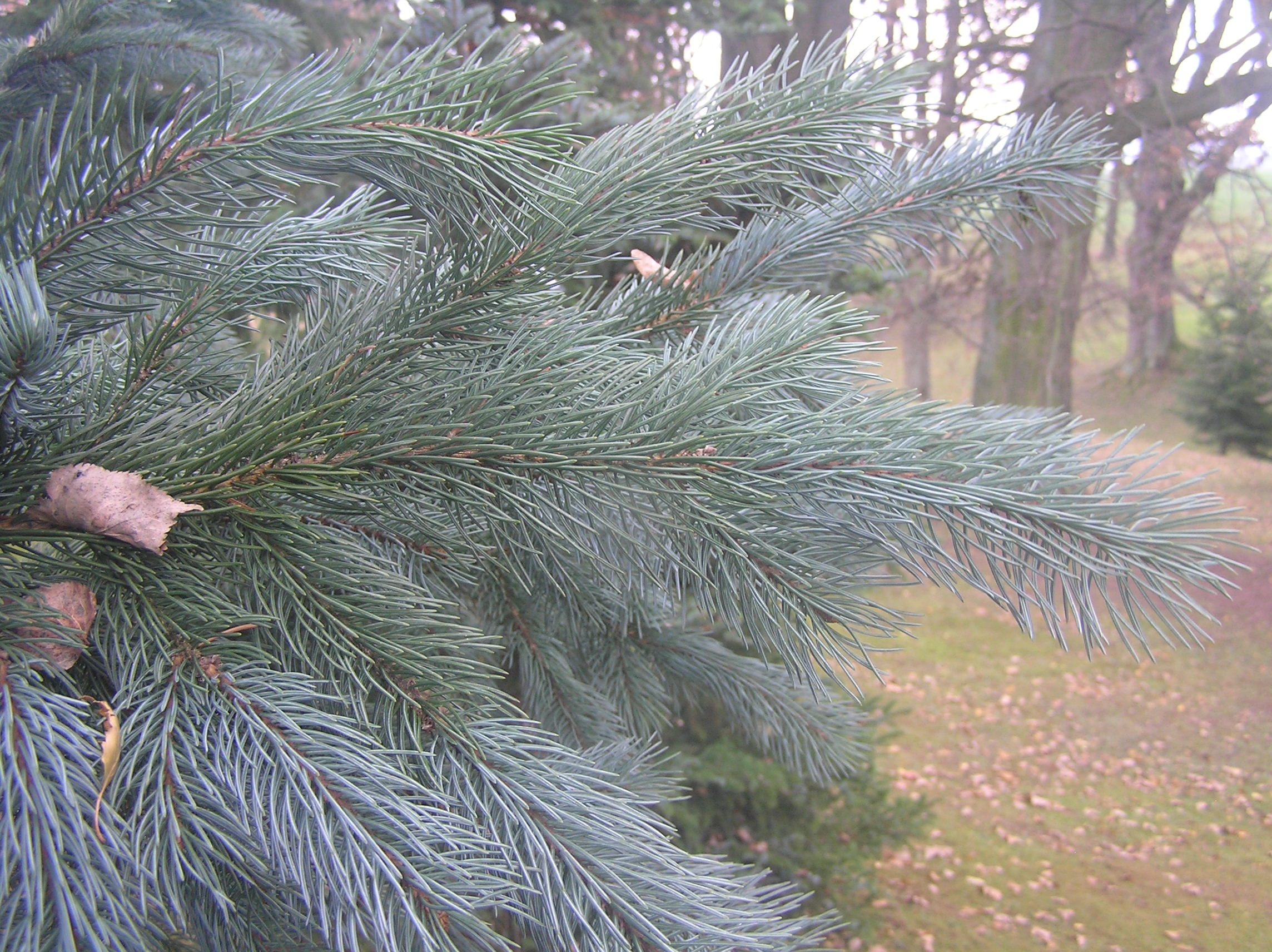
Žampach Arborétum, Csehország

- 'Glauca' — A törzsváltozatnál is kékesebb lombú (hamvaskék engelmann-luc)